# Hugo Brizuela
Hugo Rolando Brizuela Benítez (ur. 8 lutego 1969 w Pilar) – piłkarz paragwajski grający na pozycji napastnika.

## Kariera klubowa
Piłkarską karierę Brizuela rozpoczął w ojczyźnie, ale w 1993 roku wyemigrował do Chile. Jego pierwszym klubem w tym kraju był CD O’Higgins. Następnie był wypożyczony do Deportes La Serena by w 1995 roku wrócić do O’Higgins. W 1996 roku został zawodnikiem Audax Italiano, w którym grał przez pełne dwa sezony.
W 1997 roku Brizuela trafił do Argentyny. Dwa sezony spędził w zespole Argentinos Juniors Buenos Aires. W 1999 roku przeszedł o chilijskiego Universidad Católica ze stolicy kraju Santiago, a po dwóch latach gry w tym klubie wrócił do Argentyny i był zawodnikiem Chacarita Juniors z Buenos Aires.
Lata 2001–2003 Hugo spędził w Meksyku. Najpierw występował w drużynie CF Pachuca, z którą wywalczył mistrzostwo fazy Verano, a następnie w zespole Club León. W 2003 roku rozegrał jeden mecz w barwach ekwadorskiej Barcelony by w 2004 roku zostać piłkarzem Audax Italiano. Karierę kończył w 2005 roku będąc zawodnikiem O’Higgins.

## Kariera reprezentacyjna
W reprezentacji Paragwaju Brizuela zadebiutował w 1995 roku. W 1997 roku wystąpił na Copa América 1997, a w 1998 został powołany przez selekcjonera Paula Césara Carpegianiego do kadry na Mistrzostwa Świata we Francji. Tam był rezerwowym zawodnikiem i wystąpił jedynie w wygranym 3:1 spotkaniu z Nigerią. Karierę reprezentacyjną zakończył w 2002 roku.